# Armée populaire de libération nationale grecque
Pour les articles homonymes, voir Armée populaire, Armée de libération et Armée de libération nationale.
« ELAS » redirige ici. Pour l’article homophone, voir Hellas.
L’Armée populaire de libération nationale grecque (en grec moderne, Ελληνικός Εθνικός Λαϊκός Απελευθερωτικός Στρατός, « Ellinikós Ethnikós Laikós Apeleftherotikós Stratós », en abrégé ELAS) était la branche armée du Front de libération nationale (« Ethnikó Apeleftherotikó Métopo », en abrégé EAM), le principal mouvement de résistance grec à l'occupation durant la Seconde Guerre mondiale, regroupant des partis d'extrême-gauche et principalement contrôlée par le Parti communiste de Grèce, le KKE.

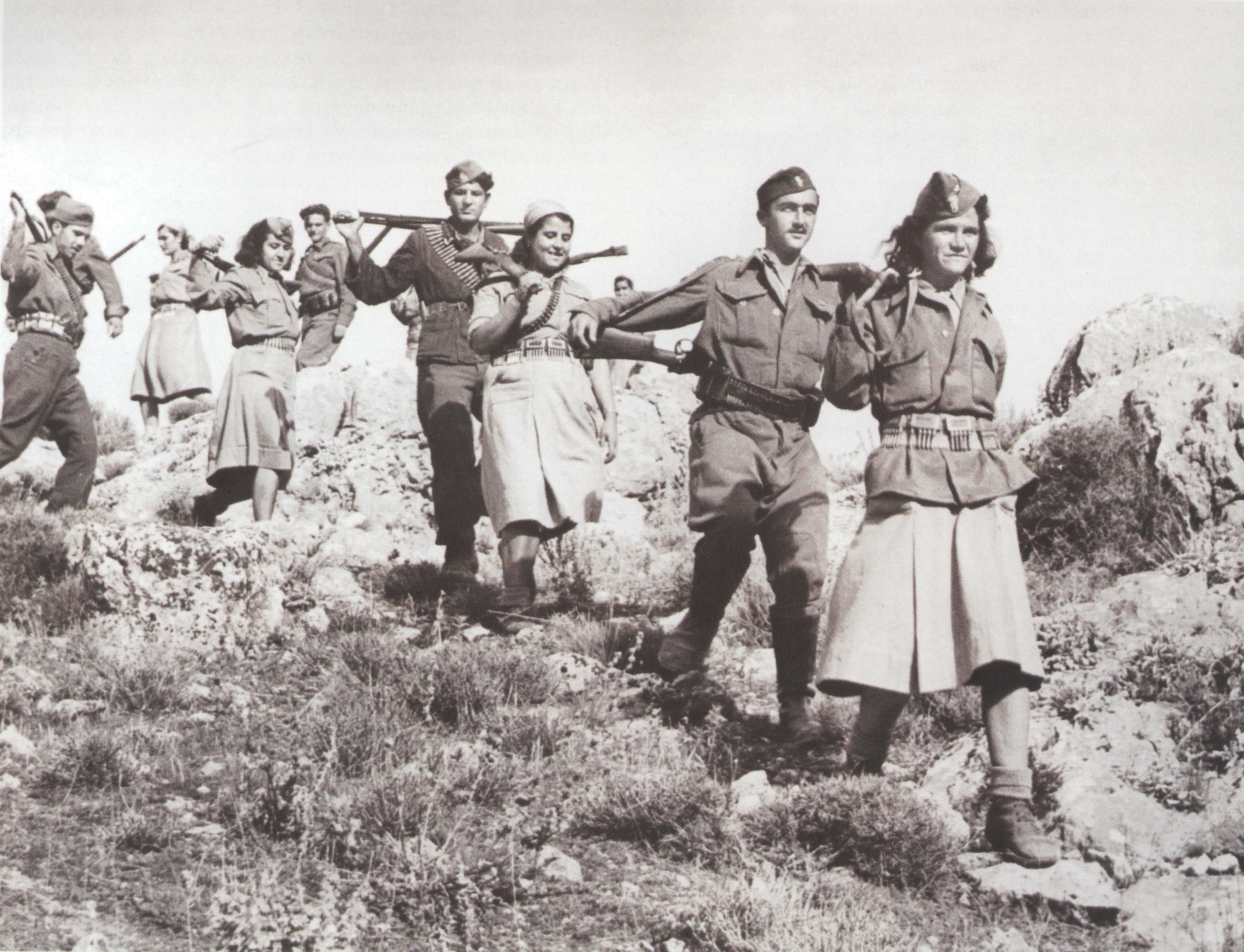
Combattants de l'ELAS.

## Historique
L'ELAS, fondée en décembre 1942, est commandée par le résistant communiste Áris Velouchiótis. Elle mène des actions contre les troupes d’occupation allemandes, italiennes et bulgares et contre les collaborateurs, mais aussi contre d'autres mouvements de résistance.
« Dès l’été 1943, l’ELAS a libéré un tiers du territoire de la Grèce, tout au long de la zone montagneuse qui va de la Macédoine occidentale au golfe de Corinthe. Dans cette Grèce libre, l’EAM crée un véritable État de type nouveau. Des assemblées générales où participent les femmes (chose inédite alors en Grèce) élisent différents comités locaux : auto-administration, tribunal populaire et commissions pour la sûreté, le ravitaillement, l’école et l’église ».
À la suite des combats de décembre 1944 contre les Britanniques et des accords de Varkiza de février 1945, l'ELAS est officiellement dissoute, mais une grande partie de ses membres rejoint l'Armée démocratique de Grèce qui s'oppose au gouvernement au cours de la guerre civile grecque.

## Personnalités de l'ELAS
- Iríni Gíni